# Гудима Віталій Авксентійович
 Віталій Гуди́ма (03 лютого 1861 — 19 лютого 1929, м. Каліш, Польща) — генерал-хорунжий Армії УНР.

## Життєпис
Походив зі спадкових дворян Полтавської губернії. Закінчив 4-ту Московську військову прогімназію, Чугуївське піхотне юнкерське училище (1880), вийшов підпрапорщиком до 54-го піхотного Мінського полку. З 1881 служив у 63-му піхотному резервному батальйоні, з 30.08.1894 — капітан. З 26.02.1909 — підполковник, з 19.08.1910 до 27.12.1917 — черговий штаб-офіцер управління начальника Віленської місцевої бригади. З 06.10.1913 — полковник.
На українській військовій службі з 29.05.1918 — Ніжинський військовий начальник. Командував 4-им полком Сірої дивізії в боях з більшовицькими військами в обороні північних кордонів України під Конотопом і Бахмачем, а також за Житомир, Бердичів і Проскурів в 1919 р. та у наступі на Київ в 1920 р. З 21.08.1919 р. — Могилів-Подільський повітовий військовий начальник. З 20.10.1920 р. — начальник мобілізаційного управління Головної мобілізаційно-персональної управи військового міністерства УНР.
В еміграції отримав звання генерал-хорунжого. З 1923 р. жив на еміграції у Калішу, заробляв на прожиття малюванням ікон.

## Нагороди

### УНР
- Хрест Симона Петлюри (посмертно, не раніше 1936 р.)

### Російської імперії
- Св. Станіслава 2-й ст. (1906)
- Св. Анни 2-й ст. (01.07.1915)
- Св. Володимира 4-й ст. (29.11.1915).